# Банкрофт (Небраска)
Банкрофт (енгл. Bancroft) град је у америчкој савезној држави Небраска.

## Демографија
По попису из 2010. године број становника је 495, што је 25 (-4,8%) становника мање него 2000. године.
| Група             | 2000.       | 2010.       |
| Белци             | 508 (97,7%) | 460 (92,9%) |
| Афроамериканци    | 0 (0,0%)    | 0 (0,0%)    |
| Азијати           | 0 (0,0%)    | 1 (0,2%)    |
| Хиспаноамериканци | 0 (0,0%)    | 12 (2,4%)   |
| Укупно            | 520         | 495         |